# Sheffield (circonscription du Parlement européen)
Pour les articles homonymes, voir Sheffield (homonymie).
Sheffield était une circonscription du Parlement européen couvrant la ville de Sheffield et certaines parties du Derbyshire en Angleterre.
Avant l’adoption uniforme de la représentation proportionnelle en 1999, le Royaume-Uni utilisait le système uninominal à un tour pour les élections européennes en Angleterre, en Écosse et au pays de Galles. Les conscriptions du Parlement européen utilisées dans ce système étaient plus petites que les circonscriptions régionales les plus récentes et ne comptaient chacune qu'un seul membre au Parlement européen.
Lorsque la circonscription a été créée en 1979, elle se composait des circonscriptions parlementaires du Parlement de Westminster de Chesterfield, Derbyshire North East, Sheffield Attercliffe, Sheffield Brightside, Sheffield Hallam, Sheffield Heeley, Sheffield Hillsborough et Sheffield Park. En 1984, Park a été remplacé par Sheffield Central, et les limites des autres circonscriptions ont changé. Des changements plus importants ont eu lieu en 1994, lorsque les circonscriptions du Derbyshire ont été transférées à Nottinghamshire North and Chesterfield et remplacées par Barnsley West and Penistone.

## Membre du Parlement européen
| Élection                    | Élection | Portrait | Membre         | Parti        |
| --------------------------- | -------- | -------- | -------------- | ------------ |
|                             | 1979     |          | Richard Caborn | Travailliste |
|                             | 1984     |          | Bob Cryer      | Travailliste |
|                             | 1989     |          | Roger Barton   | Travailliste |
| 1999 circonscription abolie |          |          |                |              |

## Résultats des élections
Les candidats élus sont indiqués en gras.
| Parti         | Parti                                  | Candidat       | Voix    | %    | ± |
| ------------- | -------------------------------------- | -------------- | ------- | ---- | - |
|               | Travailliste                           | Richard Caborn | 77,219  | 50,7 | ' |
|               | Conservateur                           | S. L. Batiste  | 64,157  | 42,1 |   |
|               | Liberal                                | K. A. Salt     | 10,951  | 7,2  |   |
| Majorité      | Majorité                               | Majorité       | 13,062  | 8,6  |   |
| Participation | Participation                          | Participation  | 152,327 | 29,4 |   |
|               | Travailliste vainqueur (nouveau siège) |                |         |      |   |

| Parti         | Parti                | Candidat             | Voix    | %    | ±     |
| ------------- | -------------------- | -------------------- | ------- | ---- | ----- |
|               | Travailliste         | Bob Cryer            | 93,530  | 56,8 | +6.1  |
|               | Conservateur         | D. R. Grayson        | 47,247  | 28,7 | –13.4 |
|               | Liberal              | G. M. Holmstedt      | 23,935  | 14,5 | +7.3  |
| Majorité      | Majorité             | Majorité             | 46,283  | 28,1 | +19.5 |
| Participation | Participation        | Participation        | 164,712 | 29,5 | +0.1  |
|               | Travailliste retenir | Travailliste retenir | Swing   |      |       |

| Parti         | Parti                   | Candidat             | Voix    | %    | ±    |
| ------------- | ----------------------- | -------------------- | ------- | ---- | ---- |
|               | Travailliste            | Roger Barton         | 109,677 | 58,2 | +1.4 |
|               | Conservateur            | T. S. R. Mort        | 40,401  | 21,4 | –7.3 |
|               | Green                   | P. L. Scott          | 26,844  | 14,2 | New  |
|               | SLD                     | A. H. Rogers         | 10,910  | 5,8  | –8.7 |
|               | International Communist | D. E. Hyland         | 657     | 0,4  | New  |
| Majorité      | Majorité                | Majorité             | 69,276  | 36,8 | +8.7 |
| Participation | Participation           | Participation        | 188,489 | 33,7 | +4.2 |
|               | Travailliste retenir    | Travailliste retenir | Swing   |      |      |

| Parti         | Parti                   | Candidat             | Voix    | %    | ±     |
| ------------- | ----------------------- | -------------------- | ------- | ---- | ----- |
|               | Travailliste            | Roger Barton         | 76,937  | 58,5 | +0.3  |
|               | Libéral Démocrate       | S. Agninotti         | 26,109  | 19,9 | +14.1 |
|               | Conservateur            | K. Twitchen          | 22,374  | 17,0 | –4.4  |
|               | Green                   | B. A. New            | 4,742   | 3,6  | –10.6 |
|               | International Communist | M. England           | 834     | 0,6  | +0.2  |
|               | Natural Law             | R. E. Hurford        | 577     | 0,4  | New   |
| Majorité      | Majorité                | Majorité             | 50,828  | 38,6 | +1.8  |
| Participation | Participation           | Participation        | 131,573 | 27,5 | –6.2  |
|               | Travailliste retenir    | Travailliste retenir | Swing   |      |       |